# 673
Évszázadok: 6. század – 7. század – 8. század
Évtizedek: 620-as évek – 630-as évek – 640-es évek – 650-es évek – 660-as évek – 670-es évek – 680-as évek – 690-es évek – 700-as évek – 710-es évek – 720-as évek
Évek: 668 – 669 – 670 – 671 –  672 – 673 – 674 – 675 – 676 – 677 – 678

## Események

### Európa
- 16 éves korában meghal III. Chlothar, a Frank Birodalmon belül Neustria és Burgundia királya. Utódja öccse, III. Theuderic. Gyakorlatilag mindketten bábkirályok, a tényleges hatalom Ebroin majordomus kezében van.
- A burgundiai nemesség Leodegar autuni püspök és Eticho elzászi herceg vezetésével fellázadnak Ebroin ellen és behívják az austrasiai II. Childericet (Theuderic fiatalabbik bátyját). Childeric sereggel jelenik meg, elfogatja és kolostorba záratja Ebroint, Theudericet pedig lemondatja a trónról, ismét újraegyesítve a Frank Birodalmat.
- A Vizigót Királyságban a septimaniai lázadók ellen küldött Paulus maga is fellázad és királlyá kiáltja ki magát. Wamba vizigót király szeptemberre leveri a felkelést. Paulust életben hagyja, de megszégyenítve felvonultatja toledói diadalmenetén, majd bebörtönözteti.
- Meghal Ecgberht, Kent királya. Utóda öccse, Hlothhere.
- Megölik Domangart mac Domnaillt, a kelet-skóciai Dál Riata királyát. Utóda bizonytalan, talán unokaöccse, Máel Dúin mac Conaill.
- Æthelthryth kelet-angliai hercegnő kolostort alapít Elyben.

## Születések
- Szent Bonifác, angolszász hittérítő, a "németek apostola"

## Halálozások
- III. Chlothar, frank király
- Ecgberht, kenti király
- Domangart mac Domnaill, Dál Riata-i király

## Fordítás
- Ez a szócikk részben vagy egészben  a(z)   673 című angol Wikipédia-szócikk ezen változatának fordításán alapul.  Az eredeti cikk szerkesztőit annak laptörténete sorolja fel. Ez a jelzés csupán a megfogalmazás eredetét és a szerzői jogokat jelzi, nem szolgál a cikkben szereplő információk forrásmegjelöléseként.